# Chemie-Pavillon (Wittenberg)

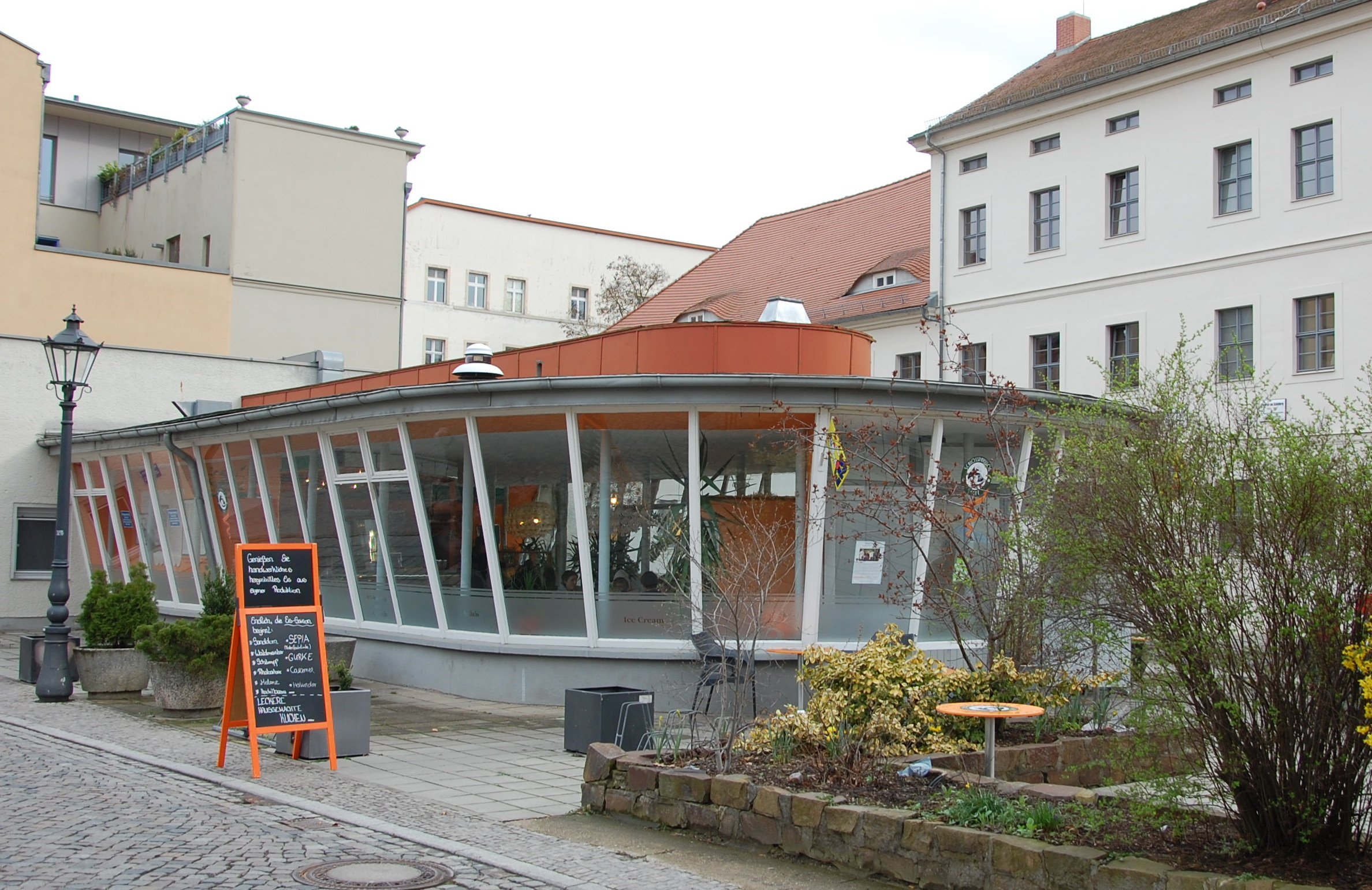
Chemie-Pavillon

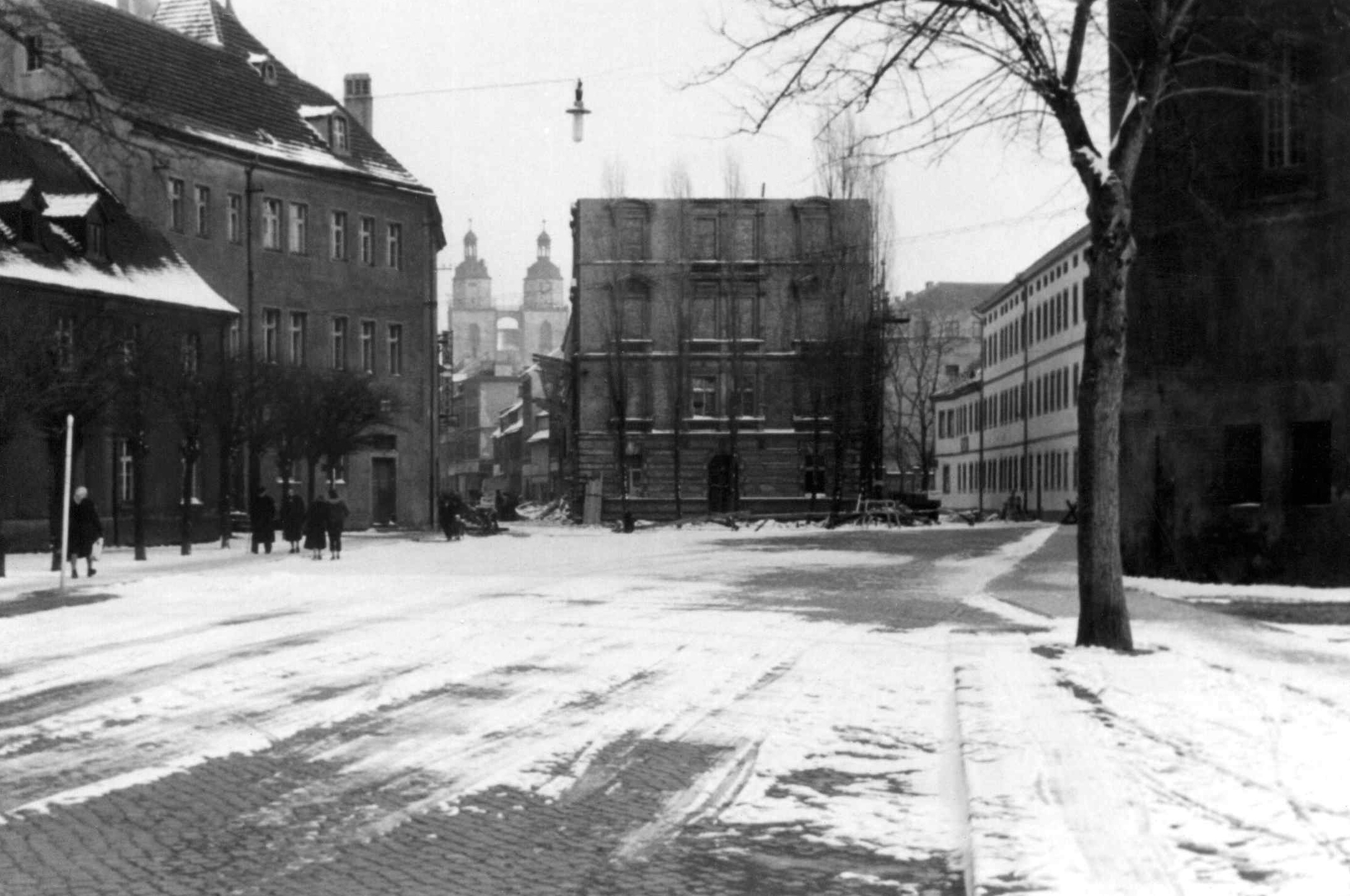
Knopf’sche Mühle
(1958 abgerissen)

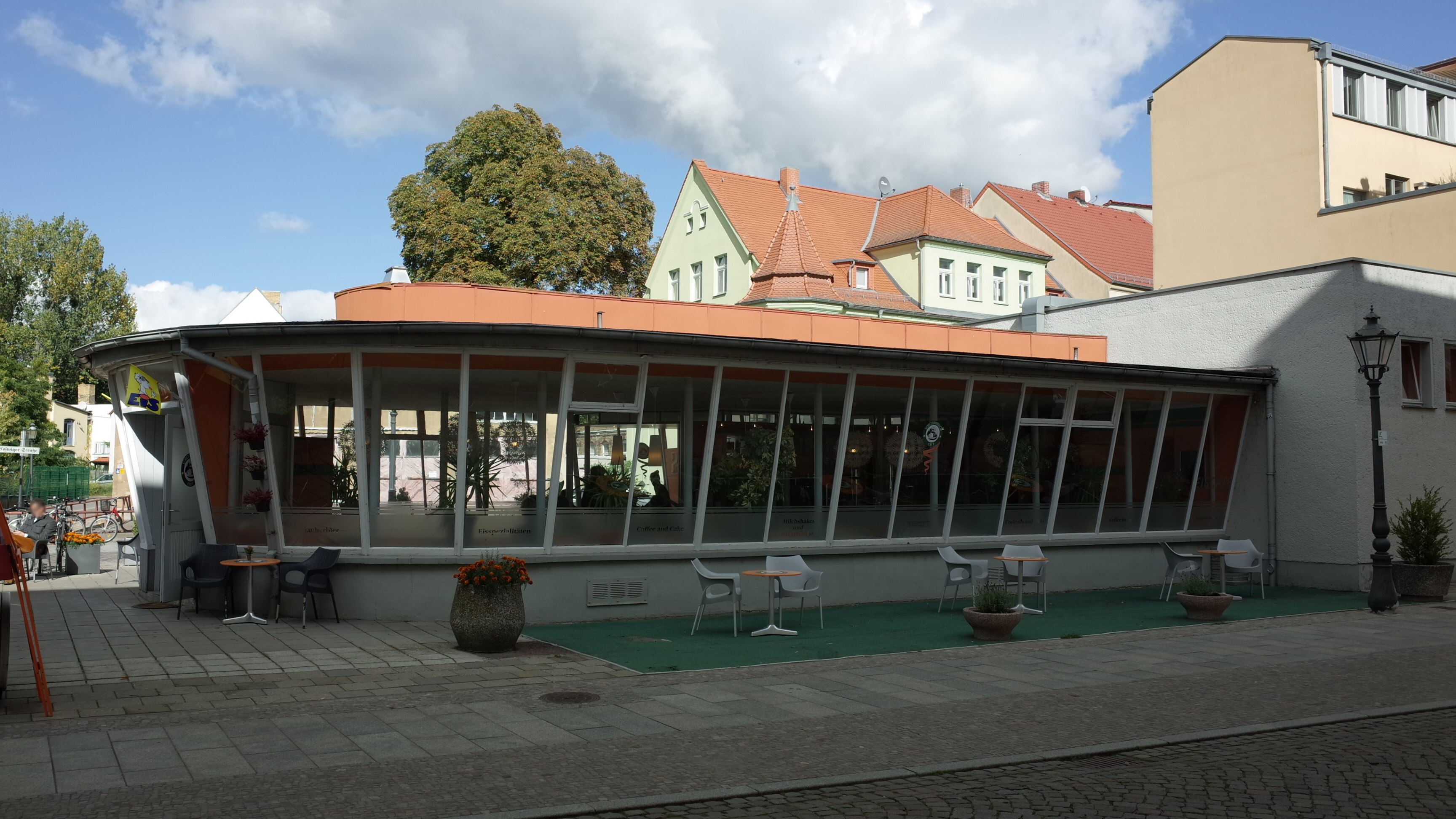
Südseite

Der Chemie-Pavillon ist ein denkmalgeschützter Pavillon in der Lutherstadt Wittenberg in Sachsen-Anhalt.

## Lage
Der Pavillon liegt an der Adresse Schlossplatz 15 am westlichen Ende der Wittenberger Altstadt. Nördlich verläuft die Coswiger Straße, südlich die Schlossstraße, die unmittelbar westlich des Pavillons aufeinandertreffen. Etwas weiter westlich steht die bekannte Schlosskirche.

## Architektur und Geschichte
Der Pavillon entstand 1959/60 nach Plänen des Architekten Erwin Zink an der Stelle der 1958 abgerissenen Amtsmühle (Knopf’sche Mühle). Die Gestaltung erfolgte im Stil der Zweiten Moderne. Er ist einer der wenigen Bauten dieses eher in Westeuropa verbreiteten Stils in Sachsen-Anhalt. Der geschwungene Rasterbau diente als Werbe- und Ausstellungspavillon für die Erzeugnisse der Stickstoffwerke Piesteritz.
Zeitweise lautete die Adresse Schlossplatz 6. Derzeit (Stand 2018) wird der Pavillon als Eiscafé genutzt.
Im örtlichen Denkmalverzeichnis ist das Gebäude unter der Erfassungsnummer 094 35862 als Pavillon verzeichnet.